# Грін (округ, Джорджія)
Шаблон:StateAbbr_ 33°35′ пн. ш. 83°10′ зх. д. / 33.58° пн. ш. 83.17° зх. д.
Округ Грін (англ. Greene County) — округ (графство) у штаті Джорджія, США. Ідентифікатор округу 13133.

## Історія
Округ утворений 1786 року.

## Демографія
За даними перепису
2000 року
загальне населення округу становило 14406 осіб, зокрема міського населення було 2621, а сільського — 11785.
Серед мешканців округу чоловіків було 6900, а жінок — 7506. В окрузі було 5477 домогосподарств, 4040 родин, які мешкали в 6653 будинках.
Середній розмір родини становив 3,02.
Віковий розподіл населення поданий у таблиці:
| Стать    | До 15 років | 15-21 | 22-29 | 30-39 | 40-49 | 50-65 | 65-85 | Понад 85 |
| -------- | ----------- | ----- | ----- | ----- | ----- | ----- | ----- | -------- |
| Чоловіки | 1521        | 686   | 620   | 827   | 931   | 1439  | 816   | 60       |
| Жінки    | 1433        | 725   | 657   | 922   | 1059  | 1513  | 1019  | 178      |

## Суміжні округи
- Оглторп — північ
- Таліяферро — схід
- Генкок — південний схід
- Патнем — південний захід
- Морган — захід
- Оконі — північний захід

## Виноски
1. ↑  U.S. Decennial Census. United States Census Bureau. Архів оригіналу за 26 квітня 2015. Процитовано 22 червня 2014.
2. ↑  Historical Census Browser. University of Virginia Library. Архів оригіналу за 11 серпня 2012. Процитовано 22 червня 2014.
3. ↑  Population of Counties by Decennial Census: 1900 to 1990. United States Census Bureau. Архів оригіналу за 2 лютого 2019. Процитовано 22 червня 2014.
4. ↑  Census 2000 PHC-T-4. Ranking Tables for Counties: 1990 and 2000 (PDF). United States Census Bureau. Архів оригіналу (PDF) за 18 грудня 2014. Процитовано 22 червня 2014.
5. ↑  State & County QuickFacts. United States Census Bureau. Архів оригіналу за 7 червня 2011. Процитовано 22 червня 2014.(англ.) Наведено за англійською вікіпедією.
6. ↑  American FactFinder. Бюро перепису населення США. Архів оригіналу за 21 травня 2008. Процитовано 31 січня 2008.

| США | Це незавершена стаття з географії США. Ви можете допомогти проєкту, виправивши або дописавши її. |